# 대한민국의 신호등
대한민국의 신호등은 대한민국의 신호등에 대한 설명이다.

## 신호등의 종류
(2011년 8월 24일 개정)

횡형 3색 신호등
횡형 4색 신호등
종형 3색 신호등
종형 4색 신호등
자전거용 신호등（2색）
자전거용 신호등（3색）
보행자용 신호등
경보 신호등

## 설치 방법

횡형식
종형식
문형식
중앙주식
현수식

## 규정
(2023년 개정 기준)

### 원형 신호등

#### 녹색 신호
차는 직진하고, 우회전할 수 있다. 비보호 좌회전 표시 또는 비보호 좌회전 표지판이 있는 곳에서는 좌회전할 수 있다. 그 이외의 도로에서는 파란 화살표가 나오고 나서 좌회전을 할 수 있다.(좌회전 금지의 도로는 제외한다.)

#### 황색 신호
적색 신호과 동일한 신호. 차는 정지 위치부터 앞으로 절대 나아가서는 안 된다. 이는 황색 신호로 변했을 때 정지선 위치에 가까이 있어서 안전하게 정지할 수 없을 경우에도 정지선을 넘으면 신호위반이다. 이는 유럽, 일본, 미국 등 교통 선진국들이 황색불 딜레마 존을 허용하는 것과 대조되어, 비현실적이고 오히려 갑작스러운 급제동으로 인해 다중추돌사고가 유발된다는 거센 비판을 받고 있다. 우회전은 할 수 있지만, 보행자의 진행을 방해할 수는 없다.

#### 적색 신호
차는 정지 위치를 넘어서 나아가서는 안 된다 그러나 일시정지가 선행된 후에 보행자를 주의하면서 우회전을 할  수 있다.

#### 황색 신호의 점멸
보행자, 차나 노면전차는 다른 교통에 주의해서 나아갈 수 있다.

#### 적색 신호의 점멸
보행자는 다른 교통에 주의해서 나아갈 수 있지만 차나 노면 전차는 정지 위치에서 일시정지하고, 다른 교통에 주의해서 나아갈 수 있다.

### 화살표형 신호등

#### 녹색 화살표(←)

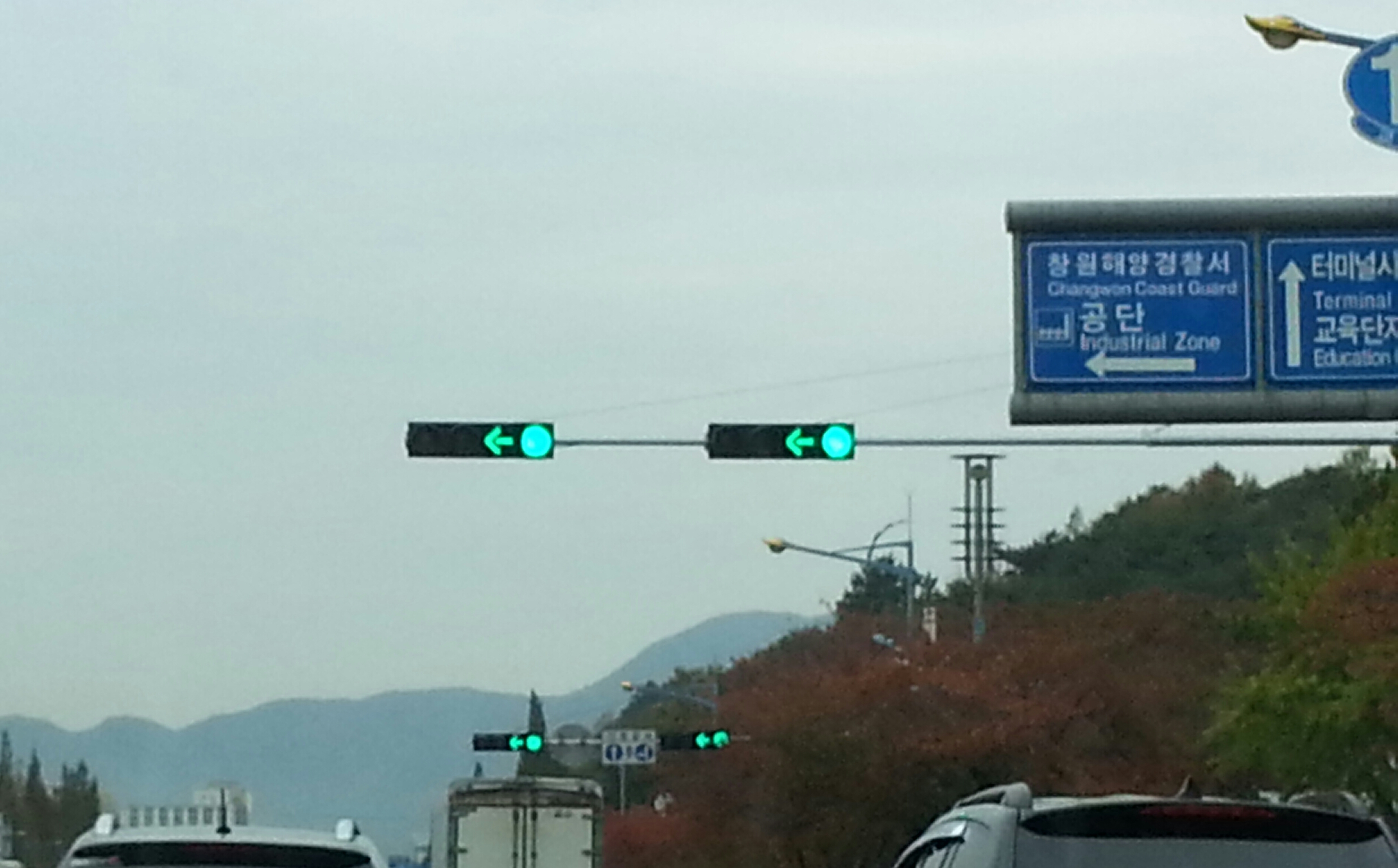
직좌 점등된 신호등

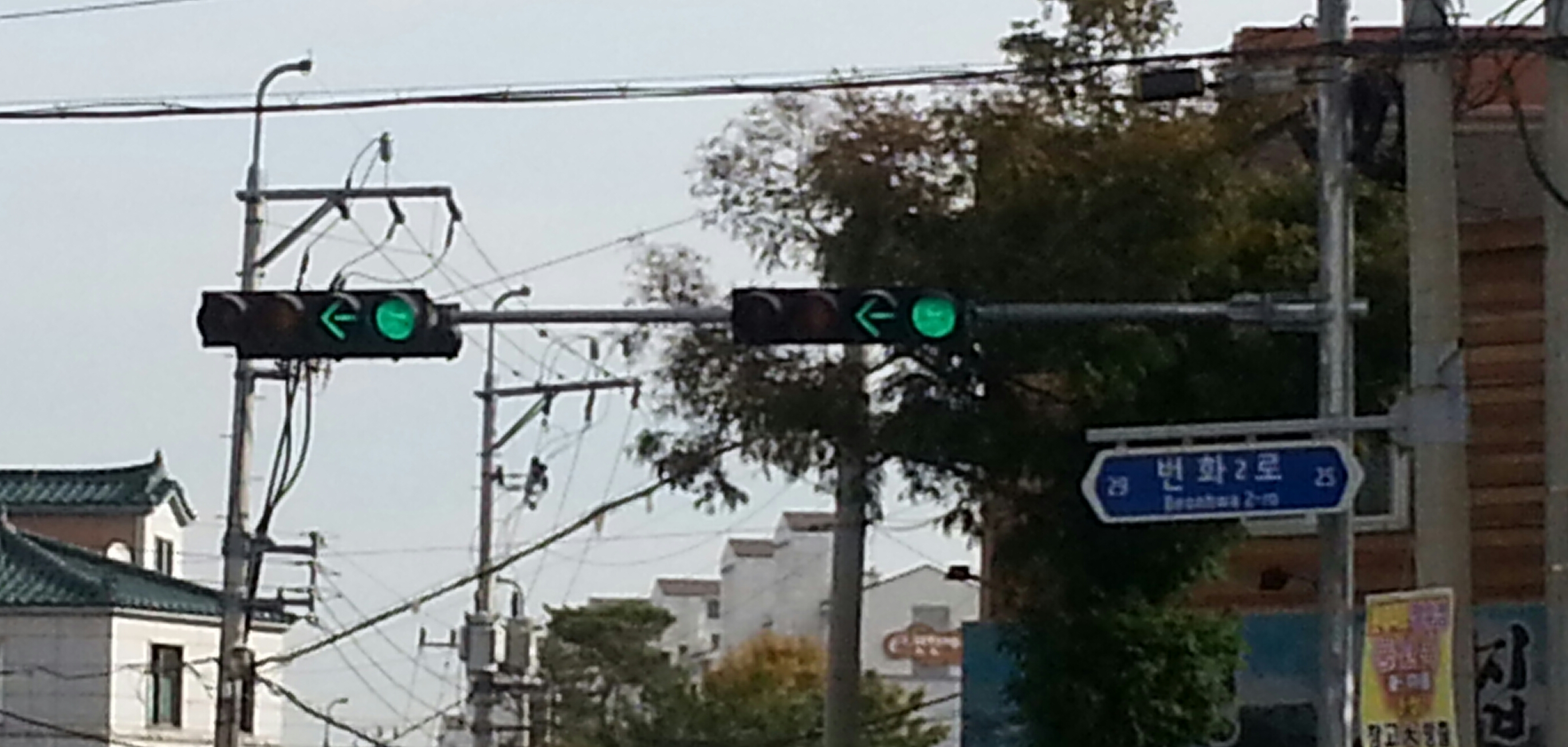
직좌 점등된 신호등 (2)

자동차는 화살표의 방향에 따라 진행할 수 있다.

#### 황색 화살표(←)
차는 정지 위치부터 앞으로 나아가서는 안 된다. 그러나, 황색 신호로 변했을 때에 정지 위치에 가까이 있어, 안전하게 정지할 수 없을 경우는 그대로 진행할 수 있다.

#### 적색 화살표(←)
차는 정지 위치를 넘어서 나아가서는 안 된다.

#### 황색 화살표 점멸
보행자, 차나 노면 전차는 다른 교통에 주의해서 정해진 방향으로 나아갈 수 있다.

#### 적색의 화살표의 점멸
차는 정지 위치에서 일시정지하고, 다른 교통에 주의해서 지정 방향으로 나아갈 수 있다. 신호등의 외장은 노란색이었지만 검은색으로 변경되었다. (몇 년도에 변경되었는지 알 수 없음)

### 규정의 변천
- 1962년 3월 5일 - 도로교통법 시행규칙이 제정 및 시행이 되었다. 이 당시의 신호등의 도장은 노란색에 가까웠다.

1962년 3월 5일 도로교통법 시행규칙이 제정되었을 때의 규정
| 종류      | 의미 |
| --------- | --- |
| 녹색      | 보행자는 횡단가능, 자동차(노면 전차)는 직진을 할 수 있다. 보행자를 방해하지 않는 한 좌회전, 우회전 가능.                                            |
| 황색      | 보행자는 횡단해서는 안됨. 자동차(노면 전차)는 좌회전(T글자 또는 도지사(서울특별시장, 부산광역시장)가 지정한 장소에서는 우회전도 가능)을 할 수 있음. |
| 적색      | 보행자는 횡단해서는 안됨. 자동차(노면 전차)은 교차로의 직전, 정지선이 있을 경우는 정지선에서 정지해야 함.                                           |
| 적색 점멸 | 보행자는 다른 교통에 주의해서 횡단가능. 자동차는 일단 정지하고나서, 다른 교통에 주의해서 진행가능.                                                  |

- 1963년 8월 10일 - 화살표식 신호등이 설치된다. 횡형은 녹색 신호의 오른쪽, 종형은 녹색 신호의 아래에 설치. 이에 따라 좌회전 (T글자 또는 도지사(서울특별시장, 부산직할시장) 가 지정한 장소에서는 우회전도 가능.)을 할 수 있는 신호는 황색 또는 녹색의 화살표신호로 변경된다.
- 1973년 12월 29일 - 적색 신호로 측면에서 직진하는 자동차를 방해하지 않는 한  우회전 할 수 있게 되었다.
- 1978년 9월 14일 - 좌회전은 녹색 화살표가 있을 경우에 한정된다. 원통식 신호등의 황색은 황색 점멸로 변경.[3]

1978년 9월 14일부터 시행된 규정(제정 자체는 1973년 12월 29일)
| 종류                    | 의미 |
| ----------------------- | --- |
| 녹색                    | 보행자는 횡단가능, 자동차(노면 전차)는 직진을 할 수 있다. 보행자를 방해하지 않는 한 우회전 가능.                                                                                    |
| 녹색 화살표             | 자동차(노면 전차)는 화살표의 방향에 진행할 수 있다. |
| 황색 점멸               | 보행자는 횡단해서는 안됨. 자동차(노면 전차)는 진행해서는 안된다. 단 교차로 내를 진행 중의 경우에는 신속히 진행하지 않으면 안되며, 직진 차의 방해가 안될 경우에는 좌회전이 가능하다. |
| 적색                    | 보행자는 횡단해서는 안됨. 자동차(노면 전차)는 교차로 직전, 정지선이 있을 경우는 정지선에서 정지 해야 람. 단, 측면에서 직진하는 자동차를 방해하지 않는 한 우회전을 할 수 있다.       |
| 점멸형 신호의 황색 점멸 | 보행자는 주의하면서 진행 가능. 자동차는 다른 교통에 주의하면서 진행 가능. |

- 1979년 8월 1일 - 원통형 신호등의 황색 점멸을 황색으로 바꾸었다. "교차로 내를 진행 중의 경우에는 신속히 진행하지 않으면 안되고, 직진 차의 방해가 안될 경우에는 좌회전이 가능하다."에서 "직진 차의 방해가 안될 경우에는 좌회전이 가능하다."를 삭제.
- 1982년 6월 21일 - 화살표를 신호등이 있는 4색 신호등이 등장하였다.(이 당시까지 화살표는 보조 신호등으로 취급되었다.) 도장을 검은색으로 변경하고, 본체는 폴리카보네이트로 변경하였다. 종형의 경우 왼쪽에서부터, 횡형의 경우는 위에서부터 적색, 황색, 녹색, 녹색 화살표이다. 또 보행자용 신호등이 모서리(뿔)형으로 변경되었다.

비보호 좌회전 표지판의 도안

- 1986년 5월 1일 - 비보호 좌회전 표지판이 도입되어, 3색등이라도 비보호 좌회전 표지판이 있으면 좌회전이 가능하게 되었다. 4색 신호등의 배열이 종형을 기준으로 왼쪽에서부터(횡형의 경우 위에서부터) 적색, 황색, 녹색, 녹색 화살표에서 적색, 황색, 녹색 화살표, 녹색으로 변경되었다.
- 2011년 4월 20일 - 서울특별시 내의 11개 교차로에 4색식 신호등을 3색 화살표 신호등과 3색식 신호등으로 바꾼 다음 시범 운용하였다. 자세한 내용은 대한민국의 3색 화살표 신호등 참조

## 신호 체계와 신호등 점등 패턴

### 3색 신호등
| 등화상태                      | 그림 |
| ----------------------------- | ---- |
| 기본 등화상태                 |      |
| 적색점멸                      |      |
| 황색점멸                      |      |
| 등화상태 (녹색 좌회전 화살표) |      |

직진

### 4색 신호등
| 등화상태                  | 그림 |
| ------------------------- | ---- |
| 동시신호 (직진 및 좌회전) |      |
| 직좌 후 직진              |      |
| 좌회전 후 직진            |      |
| 좌회전 후 직좌            |      |
| 좌회전 후 적신호          |      |
| 직진 후 직좌              |      |
| 직진 후 좌회전            |      |
| 황색점멸                  |      |
| 적색점멸                  |      |

## 사진

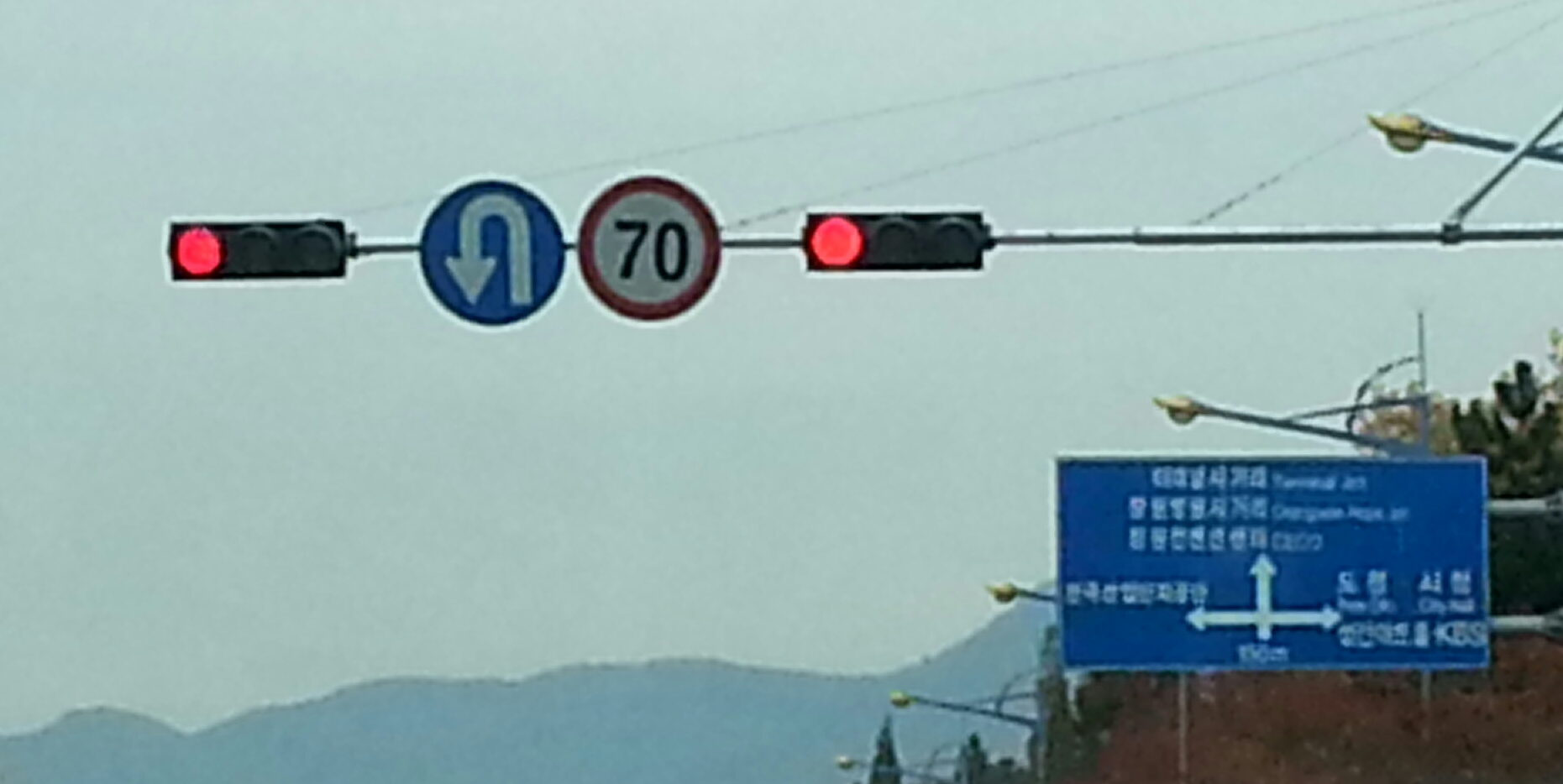
적색 점등된 3색 신호등
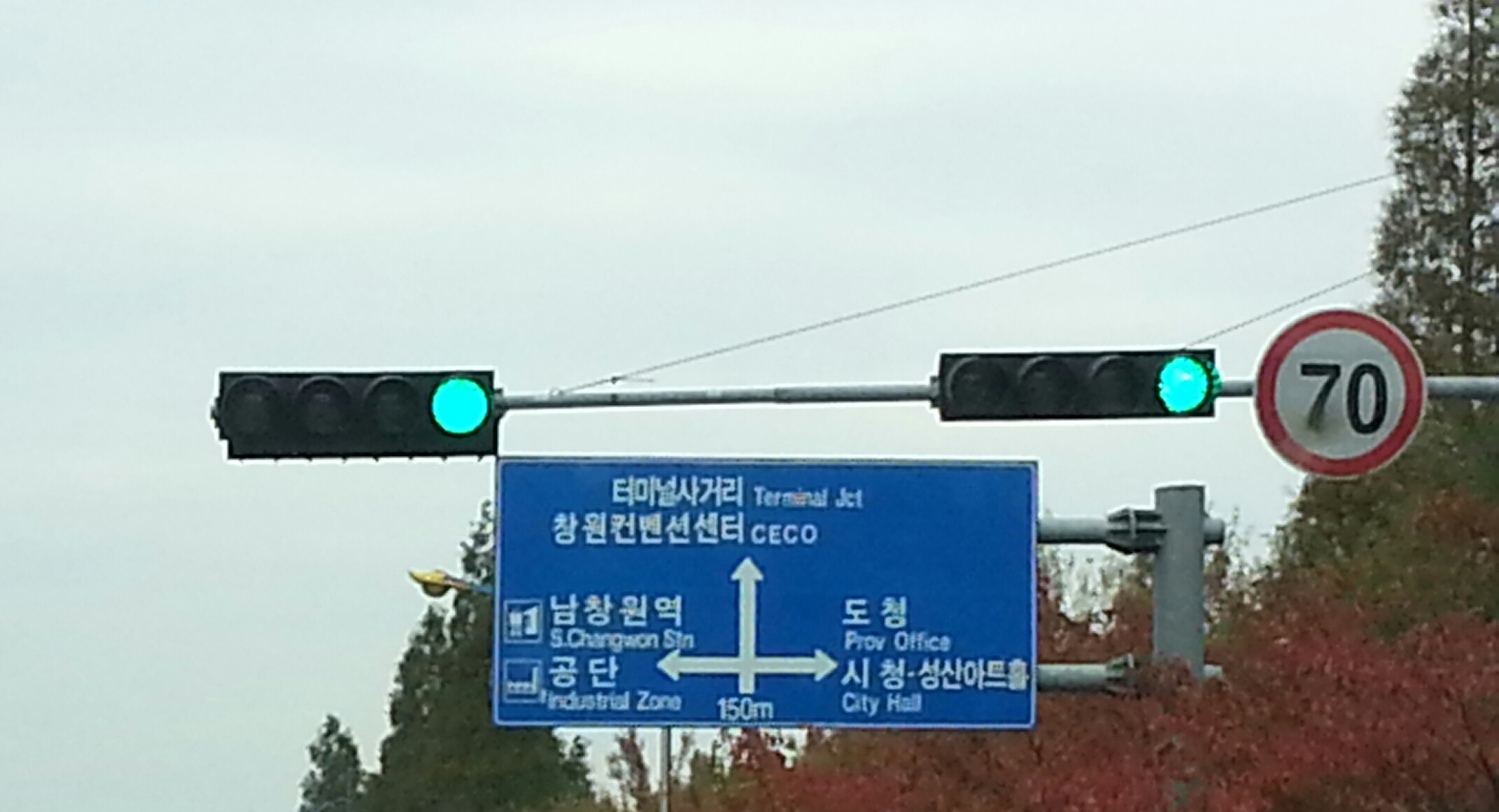
청색 점등된 4색 신호등
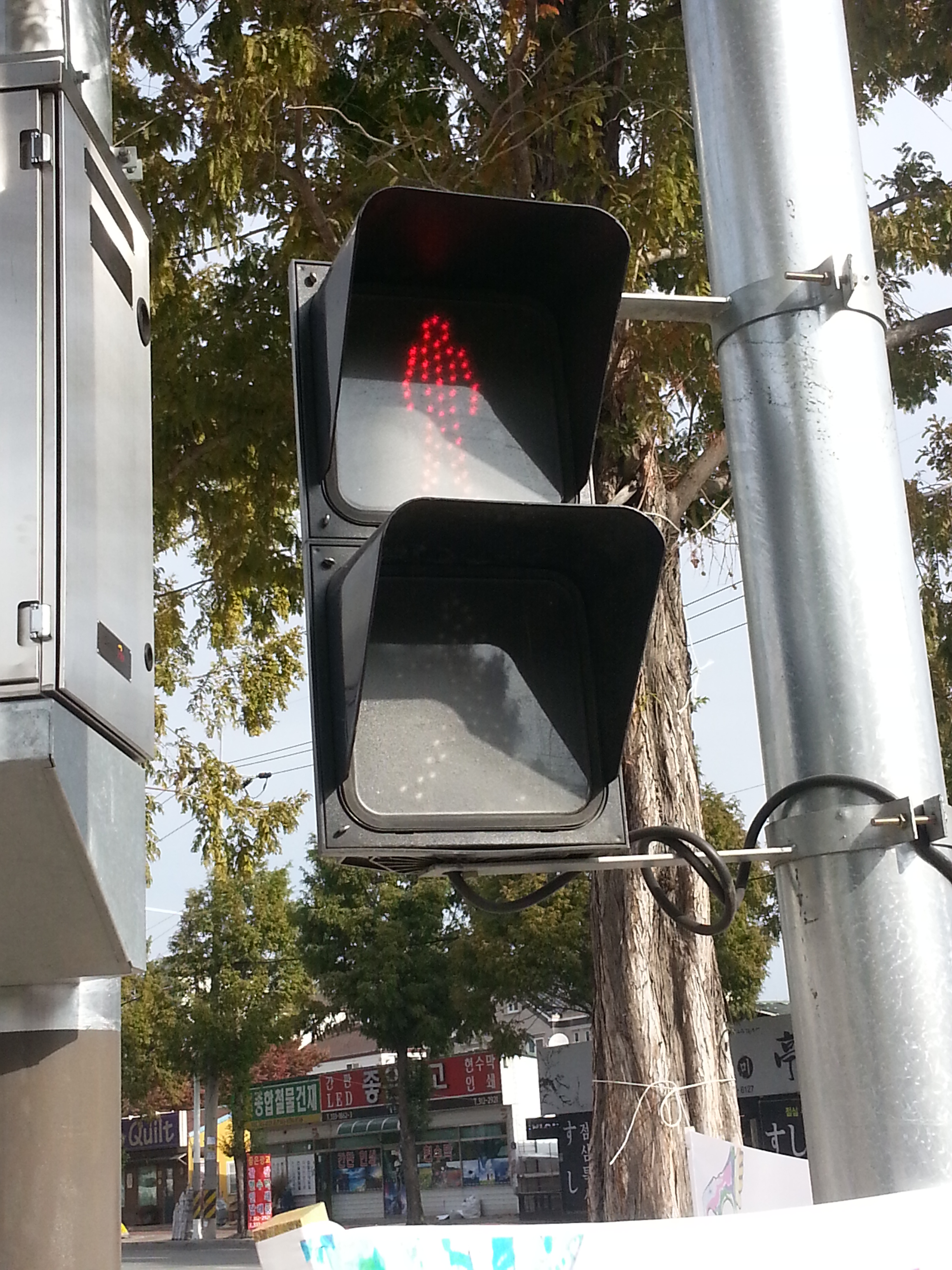
적색 점등된 보행자용 신호등
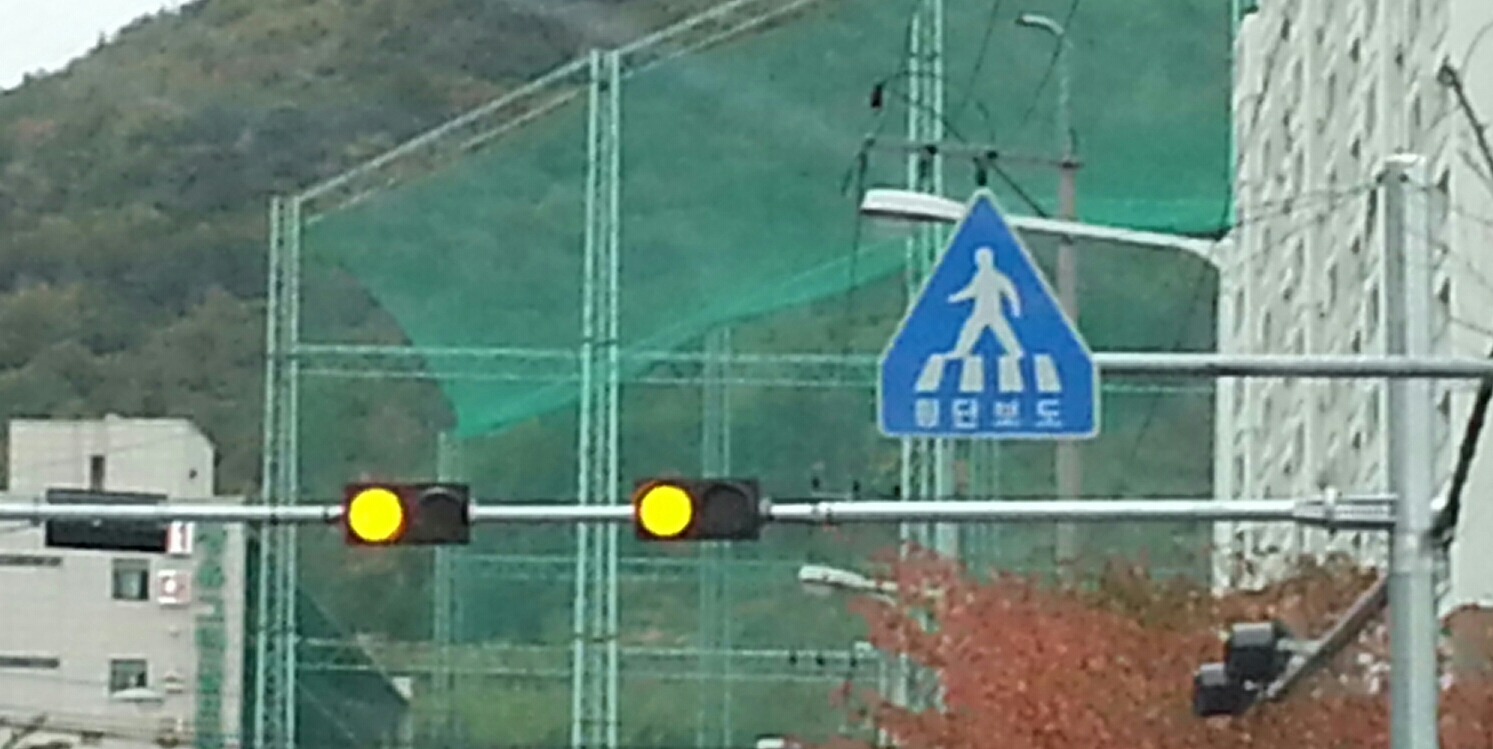
점등된 경보 신호등
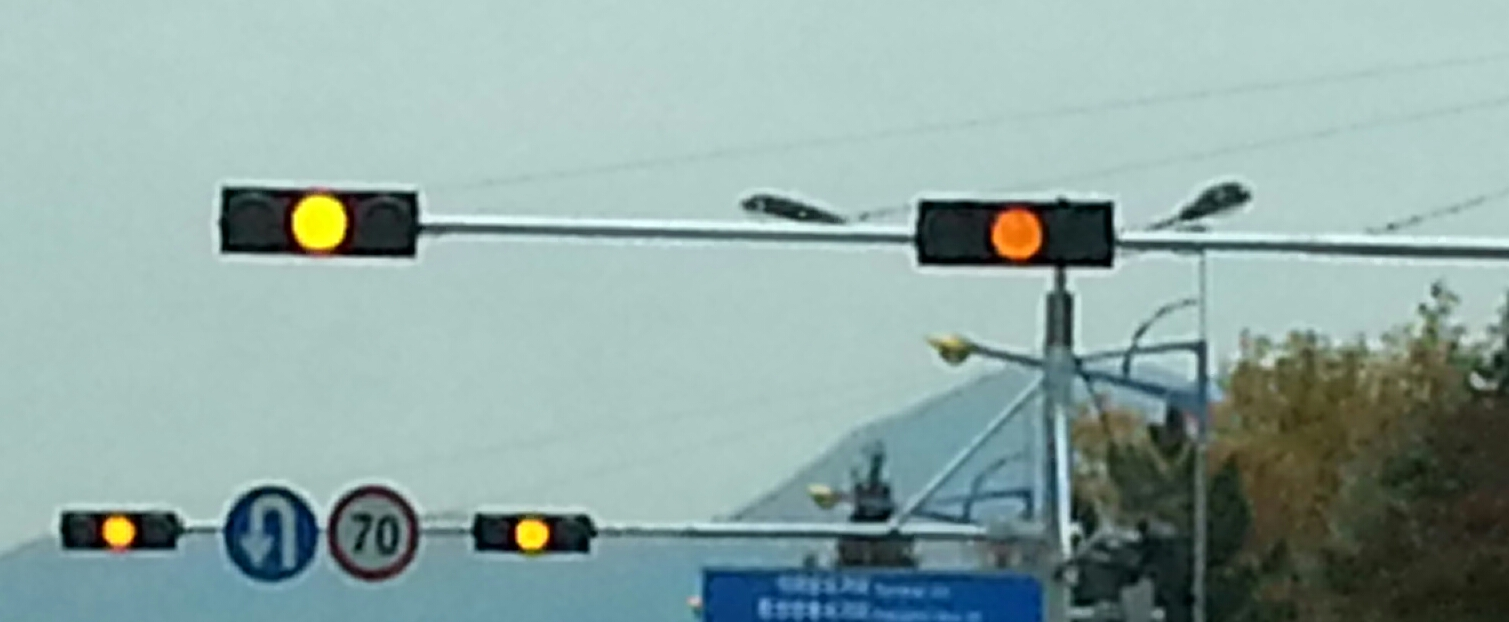
점등된 경보 신호등 (2)
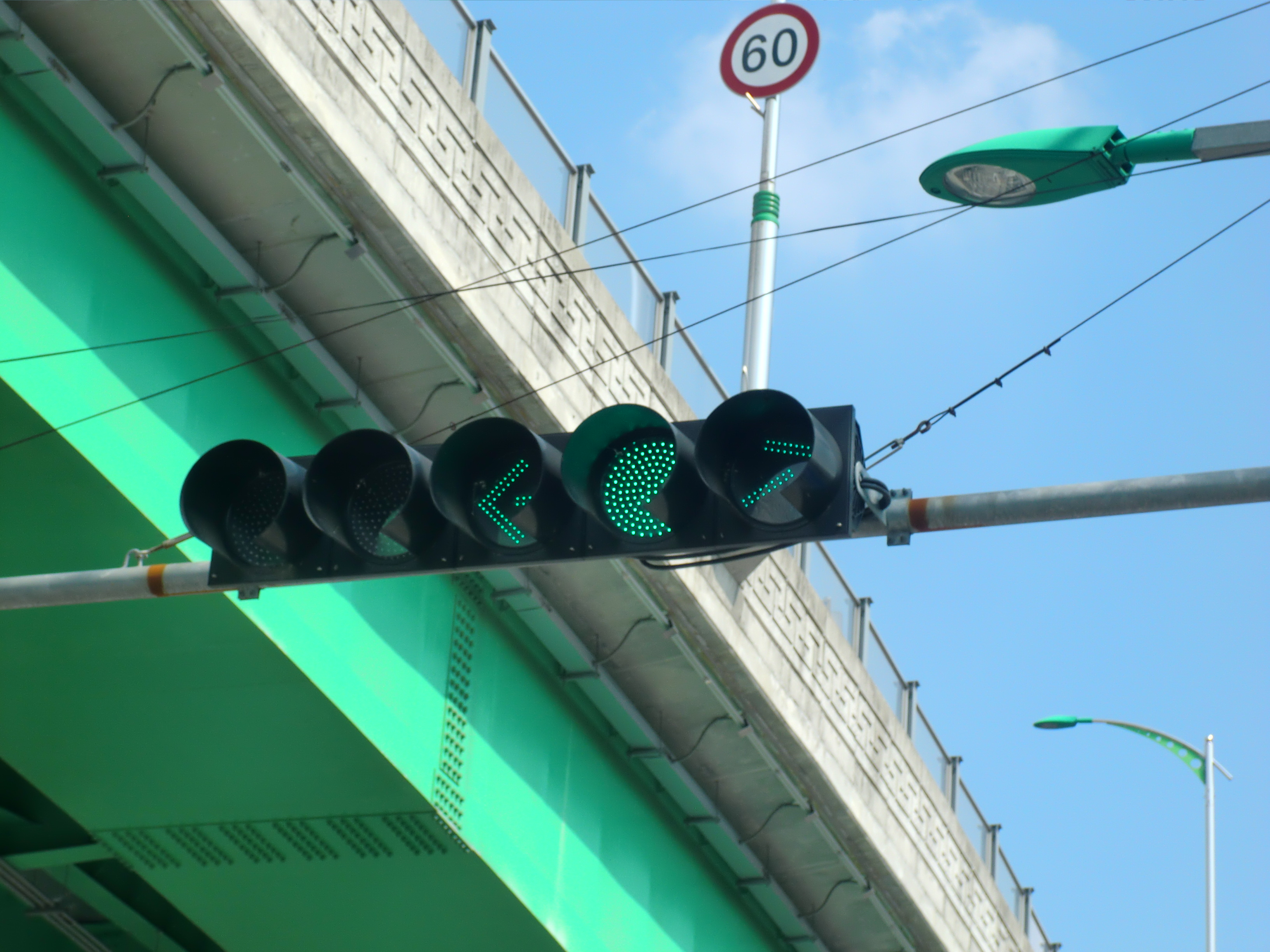
청색 점등된 5색 신호등
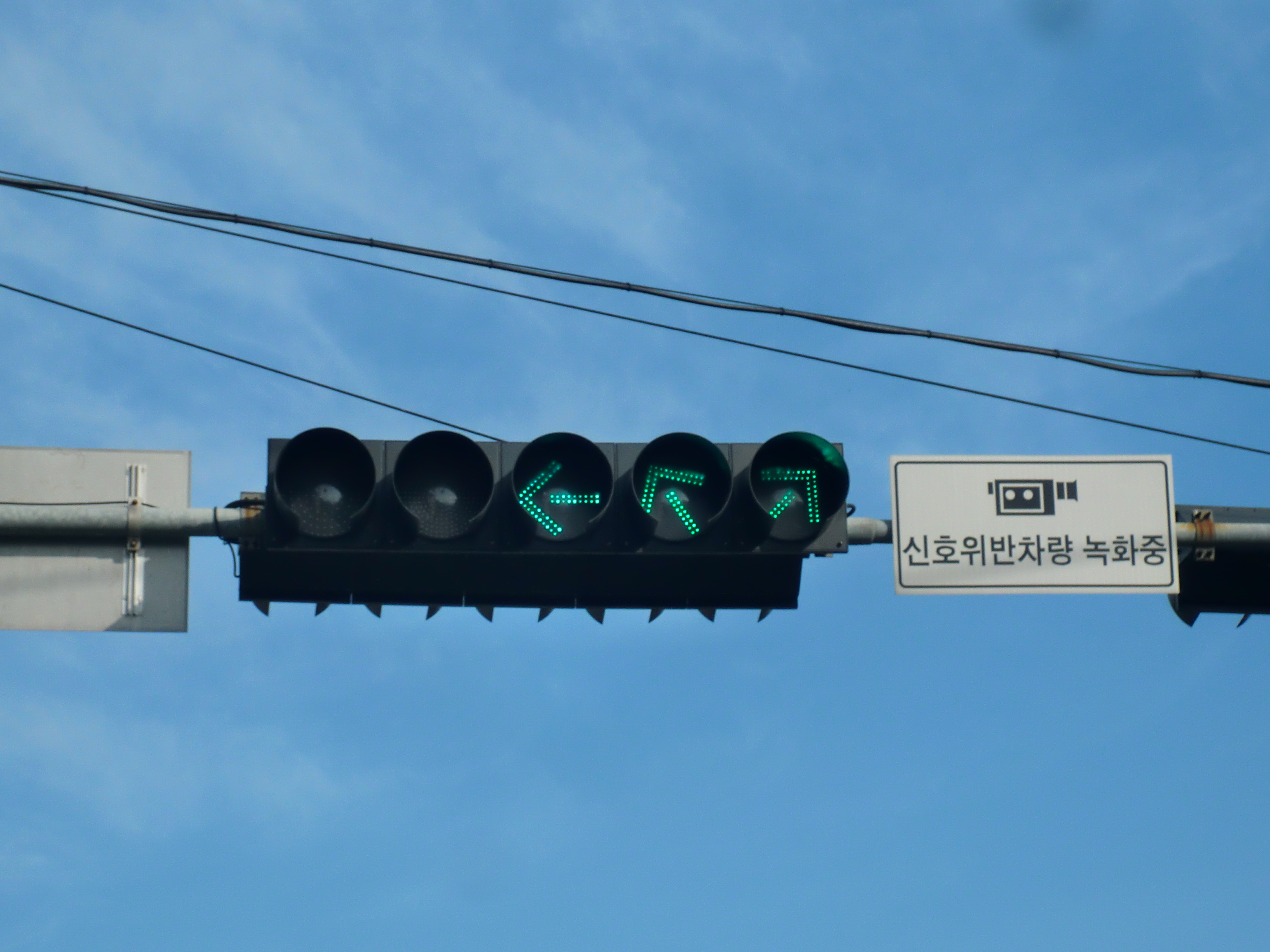
청색 점등된 5색 신호등 (2)